# Dvogodišnji dimak
Dvogodišnji dimak (lat. Crepis biennis) dvogodišnja raslinja iz poodice glavočika raširena po Europi, uključujući Hrvatsku (Velebit). Udomaćila se je i na sjeveroistoku Sjeverne Amerike.
Može narasti do 120cm visine. Stabljika joj je uspravna i razgranata. Mladi listovi su joj jestivi. Za ispašu stoke je kvalitetna.